# Sầu riêng Mon Thong
Sầu riêng Mon Thong hay Monthong là giống sầu riêng thuộc loài Durio zibethinus trong chi Durio. Tên và mã số của giống là D159, tên trong tiếng Thái là หมอนทอง – Mon Thong [mɔ̌ːn tʰɔːŋ] nghĩa là Chiếc gối vàng. Giống có nguồn gốc từ Thái Lan và hiện là giống sầu riêng được trồng phổ biến nhất tại nhiều nước châu Á. Người Việt Nam thường đọc là Mõm thon, Mon thon.

## Phân loại
Sầu riêng Mon Thong là một giống trồng thuộc loài D. zibethinus, thuộc phân loài Palatadurio của chi Durio.
|  | D. graveolens |
|  |               |
|  | D. kutejensis |
|  |               |

|  | D. oxleyanus                                                             |
|  |                                                                          |
|  | \| \| D. lowianus \| \| \| \| \| \| D. zibethinus___Monthong \| \| \| \| |
|  |                                                                          |
|  | D. lowianus                                                              |
|  |                                                                          |
|  | D. zibethinus___Monthong                                                 |
|  |                                                                          |

|  | D. lowianus              |
|  |                          |
|  | D. zibethinus___Monthong |
|  |                          |

|  | D. oxleyanus                                                             |
|  |                                                                          |
|  | \| \| D. lowianus \| \| \| \| \| \| D. zibethinus___Monthong \| \| \| \| |
|  |                                                                          |
|  | D. lowianus                                                              |
|  |                                                                          |
|  | D. zibethinus___Monthong                                                 |
|  |                                                                          |

|  | D. lowianus              |
|  |                          |
|  | D. zibethinus___Monthong |
|  |                          |

|  | D. graveolens |
|  |               |
|  | D. kutejensis |
|  |               |

|  | D. oxleyanus                                                             |
|  |                                                                          |
|  | \| \| D. lowianus \| \| \| \| \| \| D. zibethinus___Monthong \| \| \| \| |
|  |                                                                          |
|  | D. lowianus                                                              |
|  |                                                                          |
|  | D. zibethinus___Monthong                                                 |
|  |                                                                          |

|  | D. lowianus              |
|  |                          |
|  | D. zibethinus___Monthong |
|  |                          |

|  | D. oxleyanus                                                             |
|  |                                                                          |
|  | \| \| D. lowianus \| \| \| \| \| \| D. zibethinus___Monthong \| \| \| \| |
|  |                                                                          |
|  | D. lowianus                                                              |
|  |                                                                          |
|  | D. zibethinus___Monthong                                                 |
|  |                                                                          |

|  | D. lowianus              |
|  |                          |
|  | D. zibethinus___Monthong |
|  |                          |

|  | D. graveolens |
|  |               |
|  | D. kutejensis |
|  |               |

|  | D. oxleyanus                                                             |
|  |                                                                          |
|  | \| \| D. lowianus \| \| \| \| \| \| D. zibethinus___Monthong \| \| \| \| |
|  |                                                                          |
|  | D. lowianus                                                              |
|  |                                                                          |
|  | D. zibethinus___Monthong                                                 |
|  |                                                                          |

|  | D. lowianus              |
|  |                          |
|  | D. zibethinus___Monthong |
|  |                          |

|  | D. oxleyanus                                                             |
|  |                                                                          |
|  | \| \| D. lowianus \| \| \| \| \| \| D. zibethinus___Monthong \| \| \| \| |
|  |                                                                          |
|  | D. lowianus                                                              |
|  |                                                                          |
|  | D. zibethinus___Monthong                                                 |
|  |                                                                          |

|  | D. lowianus              |
|  |                          |
|  | D. zibethinus___Monthong |
|  |                          |

|  | D. graveolens |
|  |               |
|  | D. kutejensis |
|  |               |

|  | D. oxleyanus                                                             |
|  |                                                                          |
|  | \| \| D. lowianus \| \| \| \| \| \| D. zibethinus___Monthong \| \| \| \| |
|  |                                                                          |
|  | D. lowianus                                                              |
|  |                                                                          |
|  | D. zibethinus___Monthong                                                 |
|  |                                                                          |

|  | D. lowianus              |
|  |                          |
|  | D. zibethinus___Monthong |
|  |                          |

|  | D. oxleyanus                                                             |
|  |                                                                          |
|  | \| \| D. lowianus \| \| \| \| \| \| D. zibethinus___Monthong \| \| \| \| |
|  |                                                                          |
|  | D. lowianus                                                              |
|  |                                                                          |
|  | D. zibethinus___Monthong                                                 |
|  |                                                                          |

|  | D. lowianus              |
|  |                          |
|  | D. zibethinus___Monthong |
|  |                          |

|  | D. graveolens |
|  |               |
|  | D. kutejensis |
|  |               |

|  | D. oxleyanus                                                             |
|  |                                                                          |
|  | \| \| D. lowianus \| \| \| \| \| \| D. zibethinus___Monthong \| \| \| \| |
|  |                                                                          |
|  | D. lowianus                                                              |
|  |                                                                          |
|  | D. zibethinus___Monthong                                                 |
|  |                                                                          |

|  | D. lowianus              |
|  |                          |
|  | D. zibethinus___Monthong |
|  |                          |

|  | D. oxleyanus                                                             |
|  |                                                                          |
|  | \| \| D. lowianus \| \| \| \| \| \| D. zibethinus___Monthong \| \| \| \| |
|  |                                                                          |
|  | D. lowianus                                                              |
|  |                                                                          |
|  | D. zibethinus___Monthong                                                 |
|  |                                                                          |

|  | D. lowianus              |
|  |                          |
|  | D. zibethinus___Monthong |
|  |                          |

|  | D. graveolens |
|  |               |
|  | D. kutejensis |
|  |               |

|  | D. oxleyanus                                                             |
|  |                                                                          |
|  | \| \| D. lowianus \| \| \| \| \| \| D. zibethinus___Monthong \| \| \| \| |
|  |                                                                          |
|  | D. lowianus                                                              |
|  |                                                                          |
|  | D. zibethinus___Monthong                                                 |
|  |                                                                          |

|  | D. lowianus              |
|  |                          |
|  | D. zibethinus___Monthong |
|  |                          |

|  | D. oxleyanus                                                             |
|  |                                                                          |
|  | \| \| D. lowianus \| \| \| \| \| \| D. zibethinus___Monthong \| \| \| \| |
|  |                                                                          |
|  | D. lowianus                                                              |
|  |                                                                          |
|  | D. zibethinus___Monthong                                                 |
|  |                                                                          |

|  | D. lowianus              |
|  |                          |
|  | D. zibethinus___Monthong |
|  |                          |

|  | D. graveolens |
|  |               |
|  | D. kutejensis |
|  |               |

|  | D. oxleyanus                                                             |
|  |                                                                          |
|  | \| \| D. lowianus \| \| \| \| \| \| D. zibethinus___Monthong \| \| \| \| |
|  |                                                                          |
|  | D. lowianus                                                              |
|  |                                                                          |
|  | D. zibethinus___Monthong                                                 |
|  |                                                                          |

|  | D. lowianus              |
|  |                          |
|  | D. zibethinus___Monthong |
|  |                          |

|  | D. oxleyanus                                                             |
|  |                                                                          |
|  | \| \| D. lowianus \| \| \| \| \| \| D. zibethinus___Monthong \| \| \| \| |
|  |                                                                          |
|  | D. lowianus                                                              |
|  |                                                                          |
|  | D. zibethinus___Monthong                                                 |
|  |                                                                          |

|  | D. lowianus              |
|  |                          |
|  | D. zibethinus___Monthong |
|  |                          |

|  | D. graveolens |
|  |               |
|  | D. kutejensis |
|  |               |

|  | D. oxleyanus                                                             |
|  |                                                                          |
|  | \| \| D. lowianus \| \| \| \| \| \| D. zibethinus___Monthong \| \| \| \| |
|  |                                                                          |
|  | D. lowianus                                                              |
|  |                                                                          |
|  | D. zibethinus___Monthong                                                 |
|  |                                                                          |

|  | D. lowianus              |
|  |                          |
|  | D. zibethinus___Monthong |
|  |                          |

|  | D. oxleyanus                                                             |
|  |                                                                          |
|  | \| \| D. lowianus \| \| \| \| \| \| D. zibethinus___Monthong \| \| \| \| |
|  |                                                                          |
|  | D. lowianus                                                              |
|  |                                                                          |
|  | D. zibethinus___Monthong                                                 |
|  |                                                                          |

|  | D. lowianus              |
|  |                          |
|  | D. zibethinus___Monthong |
|  |                          |

## Trồng trọt

### Phân bố
Đây là một trong 3 giống sầu riêng trồng cho mục đích thương mại phổ biến nhất tại Thái Lan bao gồm Xà Ni, Kan Yao và Mon Thong. Mon Thong và Xà Ni chiếm đến 90% diện tích trồng sầu riêng tại Thái Lan. Vùng Nonthaburi là vùng đất trồng sầu riêng Mon Thong nổi tiếng nhất Thái Lan.
Tại Việt Nam, Mon Thong, Ri6 và Cơm vàng hạt lép là ba giống phổ biến nhất. Mon Thong được trồng ở các tỉnh miền Tây Tiền Giang, Bến Tre, Vĩnh Long,...trồng ở các tỉnh miền Đông Bình Dương, Bình Phước. Cho đến 2023, diện tích trồng sầu riêng ở Việt Nam là 131.000 ha, trong đó tốc độ trồng nhanh nhất là ở Tây Nguyên, hiện tại đã chiếm gần 70.000 ha. Giống sầu riêng Mon Thong chiếm 50% diện tích trồng, giống Ri6 cũng có diện tích gần tương đương, cả hai là các giống sầu riêng trồng nhiều nhất Việt Nam. Tại Tiền Giang, diện tích sầu riêng là 17.000 ha, tập trung ở Thị xã Cai Lậy, huyện Cai Lậy, Cái Bè, Châu Thành.

### Trồng cây

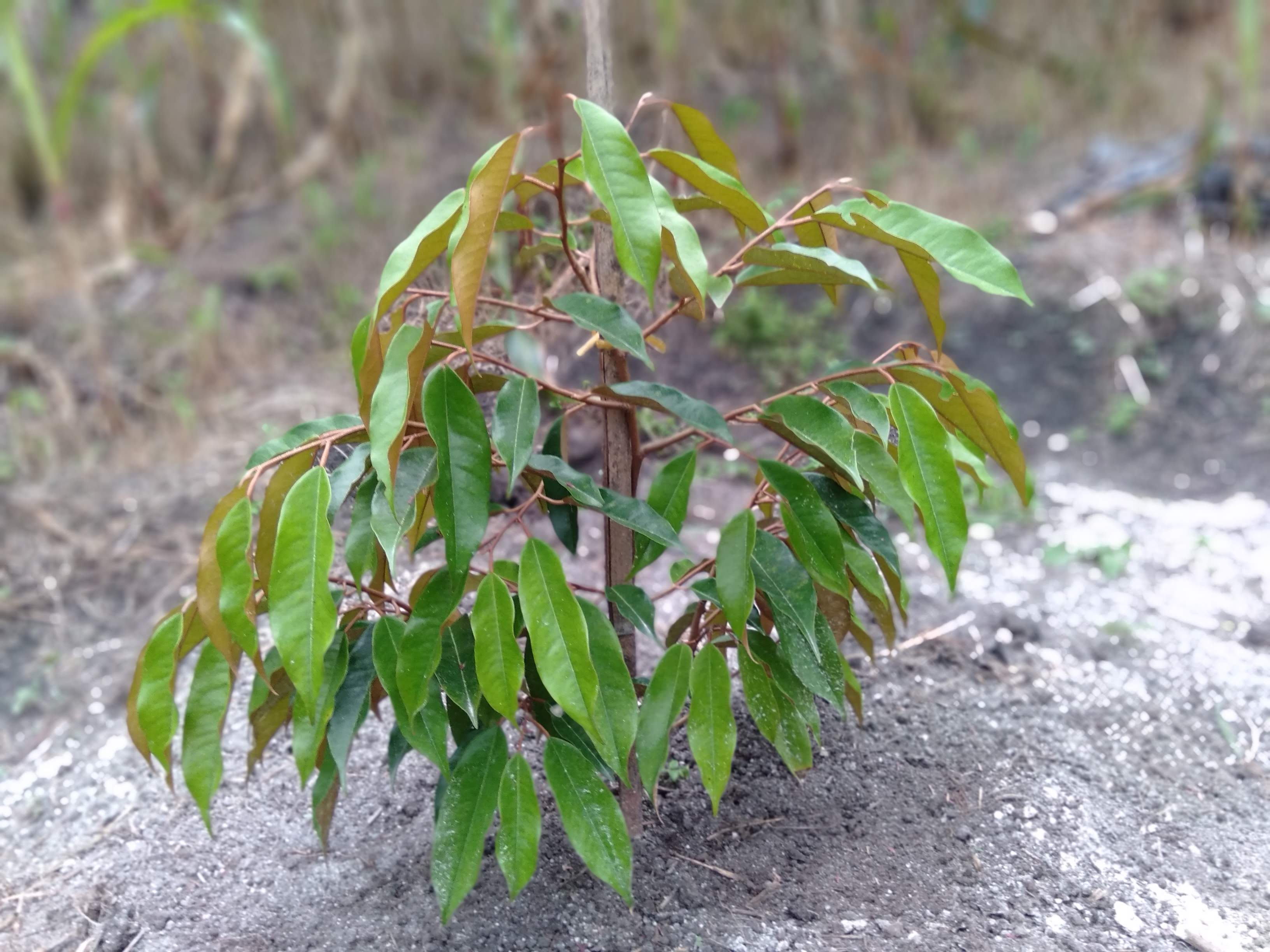
Một cây con.

Đối với giống sầu riêng Mon Thong có thể trồng bằng phương pháp chiết ghép. Điểm yếu của Mon Thong là cây trồng không có khả năng kháng các bệnh như thối rễ, thối thân, ung thư thân, trong đó cây dễ bị thối các phần trên thân và chảy mạch nhựa, hay còn gọi là xì mủ, nguyên dân do nấm Phytophthora palmivora gây ra. Cây sẽ chết khi tình trạng chuyển biến nghiêm trọng.

### Hoa
Hoa của Mon Thong có khả năng sống sót tương đối cao, khoảng 90%, cao hơn giống sầu riêng Kradumthong (Kradoomthong), chỉ khoảng 83%, nhưng thấp hơn giống Xà Ni, 94% và Kan Yao 96%. Các thay đổi thời tiết mạnh như mưa, sương và nhiệt độ dưới 18 °C sẽ làm hỏng khả năng tồn tại của phấn hoa. Mon Thong giống như một số giống sầu riêng chẳng hạn như giống Kob và giống E - Nak, chúng mất nhiều thời gian, thường là 120 đến 140 ngày để trái phát triển đầy đủ từ khi đậu quả thành công. Trong khi đó, các giống Kan Yao, Chompoose, Tongyoichat mất 105 đến 120 ngày; các giống Kradoomthong, Xà Ni, Luang, Khcow Sa-ard chỉ mất 95 đến 105 ngày.

### Quả
Cây trồng đến năm thứ 4 hoặc thứ 5 là đã có thể bắt đầu thu hoạch quả mùa đầu tiên. Sầu riêng Xà Ni có thời gian chín quả sớm hơn Mon Thong, quả khi chín có màu vàng đậm và có mùi nồng hơn Mon Thong. Tuy nhiên, quả của Mon Thong có thịt quả chứa hàm lượng polyphenol cao hơn các giống sầu riêng khác, trong khi các giống có hàm lượng polyphenol từ 21,44 đến 374,30 mg thì Mon Thong có hàm lượng cao nhất 374,30 mg cho mỗi 100 g thịt quả tươi. Quả có cân nặng trung bình 2,5 đến 3 kg. Thịt quả của Mon Thong ngọt, giòn, thơm và mùi không hăng quá mức.

### Thu hoạch và bảo quản
Trong ba giống Xà Ni, Kan Yao và Mon Thong thì Mon Thong là giống được nông dân chuộng trồng hơn, sau đó là đến giống Xà Ni. Do Mon Thong có nhiều lợi ích, quả thơm bùi, hạt nhỏ và bảo quản được lâu hơn. Ngoài ra, thời gian thu hoạch có thể kéo dài. Điều này có lợi cho việc chờ và nắm bắt giá cả thị trường. Nó đã được xử lý để có thêm mùa vụ nghịch quả. Mon Thong được thu hoạch khi quả chín 75-85%, rồi được xử lý sau thu hoạch bằng ethephon hoặc methylcyclopropene, sau đó bảo quản ở nhiệt độ thấp. Nhiệt độ bảo quản là 14 °C khi cần bảo quản 20 ngày, 20 °C khi bảo quản 10-15 ngày, 25 °C khi cần bảo quản 7 ngày và 30 °C khi cần bảo quản 4-5 ngày.

## Lịch sử
Vùng Nonthaburi- vùng đất trồng sầu riêng Mon Thong nổi tiếng nhất ghi nhận giống cây được trồng ở đây lần đầu vào năm 1983. Một thông tin về giống trồng này cho biết tại miền Nam Thái Lan vào năm 1992 có 1 triệu cây Mon Thong.
Mon Thong đã được đăng ký Chỉ dẫn địa lý (GI) với Cục Sở hữu trí tuệ Thái Lan ngày 21 tháng 02 năm 2011.
Vào năm 2022, ngành sầu riêng Thái Lan cho ra mắt sầu riêng Pak Chong-Khao Yai, một giống thuộc dòng sầu riêng Mon Thong ở tỉnh Nakhon Ratchasima phía đông bắc Thái Lan. Giống con này cho quả có thịt không mùi, thành quả giống cây trồng này nhằm đáp ứng nhu cầu thị trường tiêu thụ của thực khách không thích mùi quá nồng.

## Thương mại
Mon Thong được ưa chuộng do thịt quả dày, béo ngậy, vị ngọt nhẹ, mùi tương đối vừa phải và hạt nhỏ. Quả có thể dùng ăn tươi hoặc chế biến thịt quả thành các thành phẩm khác. Theo tiêu chuẩn xuất khẩu của Thái Lan, một quả sầu riêng Xà Ni hàng loại I phải nặng từ 2–3 kg, Kan Yao và Mon Thong thì tiêu chuẩn cao hơn, một quả tươi hàng loại I phải nặng từ 3 đến 4,5 kg mới được xuất khẩu. Mon Thong được đánh giá cao nhất trên thị trường, và được ưa chuộng tại nhiều nước, đặc biệt được ưa chuộng tại thị trường Trung Quốc. Năm 2021, Thái Lan xuất khẩu sang thị trường Trung Quốc hơn 800.000 tấn sầu riêng, đạt giá trị 3,1 tỷ USD.
Nông dân Việt Nam ưa chuộng trồng Mon Thong hơn Ri6 dù chất lượng gần như nhau nhưng do trọng lượng quả nặng hơn nên có lợi về thương mại. Sầu riêng Mon Thong là mặt hàng sầu riêng xuất khẩu chủ lực của Việt Nam sang Trung Quốc, đem đến giá trị kinh tế cao. Tuy nhiên, việc xuất khẩu thường xuyên biến động chủ yếu do việc đóng cửa khẩu của Trung Quốc. Điều này dẫn đến giá cả lên xuống mạnh và ngành sản xuất liên tục thăng trầm. Vào khoảng tháng 11 năm 2022, giá sầu riêng Mon Thong là gần 100.000 VND/kg. Đến tháng 4 năm 2023, giá chung tụt xuống chạm mức 85.000 VND/kg, Hàng loại 1 giá từ 120.000 tụt xuống 95.000 trong thời gian chỉ có 2 tuần. So với tháng 2 năm 2023, giá giảm gần 50%.
Năm 2022, Thái Lan xuất khẩu sang Trung Quốc 825.000 tấn sầu riêng, chiếm 94,55% sầu riêng nhập vào Trung Quốc, và đạt trị giá 4,03 tỷ USD. Tuy nhiên, thị trường thương mại của sầu riêng cũng bắt đầu có sự cạnh tranh mạnh mẽ giữa nhiều nước Đông Nam Á. Hàng các nước đều hướng đến Trung Quốc. Việc xuất khẩu của Thái Lan đang dần bị đe dọa bởi sự cạnh tranh từ Việt Nam và Philippine. Giá sầu riêng giữa các nước biến động không ngừng, đồng thời cũng có sự biến động của sản lượng.

### Sách tiếng Anh
- Bill Pritchard (2021). Global Production Networks and Rural Development: Southeast Asia as a Fruit Supplier to China. Edward Elgar Publishing. ISBN 9781800883888.
- Dr. Mohamad Reza Tirtawinata, Dr. Panca Jarot Santoso, Leni H. Apriyanti, S.P. (2016). DURIAN: Pengetahuan Dasar Untuk Pecinta Durian. Agriflo. ISBN 9789790027039.{{Chú thích sách}}:  Quản lý CS1: nhiều tên: danh sách tác giả (liên kết)
- F. Mencarelli, P. Tonutti (2005). Proceedings of the 5th International Postharvest Symposium: Verona, Italy, June 6-11, 2004, No 682, part 1. International Society for Horticultural Science. ISBN 9789066056480.
- Greg I. Johnson (2000). Quality Assurance in Agricultural Produce: Proceedings of the 19th ASEAN/1st APEC Seminar on Postharvest Technology, Ho Chi Minh City, Vietnam, 9-12 November 1999. Australian Centre for International Agricultural Research. ISBN 9780642449399.
- Greg I. Johnson, E. Highley, Daryl C. Joyce (1998). Disease Resistance in Fruit: Proceedings of an International Workshop Held at Chiang Mai, Thailand, 18-21 May 1997. Australian Centre for International Agriculture Research. ISBN 9781863202145.{{Chú thích sách}}:  Quản lý CS1: nhiều tên: danh sách tác giả (liên kết)
- Insight Guides (2017). Insight Guides City Guide Bangkok. Rough Guides UK. ISBN 9781786717252.
- Jules Janick (2010). Horticultural Reviews, Volume 22. John Wiley & Sons. ISBN 9780470650721.
- Michael E. Netzel, Yasmina Sultanbawa (2020). Foods of Plant Origin. MDPI. ISBN 9783039285662.
- Sueli Rodrigues, Ebenezer de Oliveira Silva, Edy Sousa de Brito (2018). Exotic Fruits Reference Guide. Academic Press. ISBN 9780128031537.{{Chú thích sách}}:  Quản lý CS1: nhiều tên: danh sách tác giả (liên kết)
- Thanākhān Krung Thēp (1988). Monthly Review, Tập 29. Bangkok Bank Limited.
- T. K. Bose, S. K. Mitra, D. Sanyal (2001). Fruits: Tropical and Subtropical, Tập 2. Naya Udyog. ISBN 9788185971834.{{Chú thích sách}}:  Quản lý CS1: nhiều tên: danh sách tác giả (liên kết)
- Wojciech J. Florkowski, Nigel H. Banks, Robert L. Shewfelt, Stanley E. Prussia (2021). Postharvest Handling: A Systems Approach. Academic Press. ISBN 9780128228463.{{Chú thích sách}}:  Quản lý CS1: nhiều tên: danh sách tác giả (liên kết)

### Sách tiếng Indonesia
- Muhammad Siddiq, Jasim Ahmed, Maria Gloria Lobo, Ferhan Ozadali (2012). Tropical and Subtropical Fruits: Postharvest Physiology, Processing and Packaging. John Wiley & Sons. ISBN 9781118324110.{{Chú thích sách}}:  Quản lý CS1: nhiều tên: danh sách tác giả (liên kết)
- Murdijati Gardjito (2015). Penanganan Segar Hortikultura Untuk Penyimpanan dan Pemasaran. Prenada Media. ISBN 9786021186909.
- Nugroho H. Prastowo (2006). Tehnik pembibitan dan perbanyakan vegetatif tanaman buah. World Agroforestry Centre. ISBN 9789793198286.
- Rodame M. Napitupulu (2010). Bertanam Durian Unggul. PT Niaga Swadaya. ISBN 9789790024441.
- Sumeru Ashari (2017). Durian: King of the Fruits. Universitas Brawijaya Press. ISBN 9786024322274.

### Sách và tạp chí tiếng Thái
- Ban Biên tập Công nghệ Làng (1) (2019). "นิตยสาร เทคโนโลยีชาวบ้าน ปีที่ 31 ฉบับที่ 689 วันที่ 15 กุมภาพันธ์ พ.ศ. 2562 (Tạp chí Công nghệ Làng, Năm thứ 31, Số 689, ngày 15 tháng 2 năm 2019)". Matichon Public Company Limited. {{Chú thích tạp chí}}: Chú thích magazine cần |magazine= (trợ giúp)Quản lý CS1: tên số: danh sách tác giả (liên kết)
- Ban Biên tập Công nghệ Làng (số 691) (2019). "นิตยสาร เทคโนโลยีชาวบ้าน ปีที่ 31 ฉบับที่ 691 วันที่ 15 มีนาคม พ.ศ. 2562 (Tạp chí Công nghệ Làng, Năm thứ 31, Số 691, ngày 15 tháng 3 năm 2019)". Matichon Public Company Limited. {{Chú thích tạp chí}}: Chú thích magazine cần |magazine= (trợ giúp)Quản lý CS1: tên số: danh sách tác giả (liên kết)
- Ban Biên tập Công nghệ Làng (2) (2023). "นิตยสาร เทคโนโลยีชาวบ้าน ปีที่ 35 ฉบับที่ 795 วันที่ 15 กรกฎาคม พ.ศ. 2566 (Tạp chí Công nghệ Làng, Năm thứ 35, Số 795, ngày 15 tháng 7 năm 2023)". Matichon Public Company Limited. {{Chú thích tạp chí}}: Chú thích magazine cần |magazine= (trợ giúp)Quản lý CS1: tên số: danh sách tác giả (liên kết)
- Ban Biên tập Công nghệ Làng (3) (2023). "นิตยสาร เทคโนโลยีชาวบ้าน ปีที่ 35 ฉบับที่ 796 วันที่ 1 สิงหาคม พ.ศ. 2566 (Tạp chí Công nghệ Làng, Năm thứ 35, Số 796, ngày 1 tháng 8 năm 2023)". Matichon Public Company Limited. {{Chú thích tạp chí}}: Chú thích magazine cần |magazine= (trợ giúp)Quản lý CS1: tên số: danh sách tác giả (liên kết)
- Ban Biên tập Công nghệ Làng (4) (2023). "นิตยสาร เทคโนโลยีชาวบ้าน ปีที่ 35 ฉบับที่ 798 วันที่ 1 กันยายน พ.ศ. 2566 (Tạp chí Công nghệ Làng, Năm thứ 35, Số 798, ngày 1 tháng 9 năm 2023)". Matichon Public Company Limited. {{Chú thích tạp chí}}: Chú thích magazine cần |magazine= (trợ giúp)Quản lý CS1: tên số: danh sách tác giả (liên kết)
- Dēchā Siriphat (2008). เส้นทางเกษตรกรรมยั่งยืน (Con đường nông nghiệp bền vững). Biothai (มูลนิธิชีววิถี). ISBN 9789740662488.
- Kornkarn Phamornprawat (กรณ์กาญจน์ ภมรประวัติ) (2010). กินตามสี (Sắc màu ẩm thực). Mochaban Publishing (สำนักพิมพ์หมอชาวบ้าน). ISBN 9786165070300.
- Ngài. Nông nghiệp hữu cơ (นายเกษตรอินทรีย์) (2023). คู่มือเกษตรยุคใหม่ เทคนิค เคล็ดลับการผลิตไม้ผลนอกฤดูกาล (Hướng dẫn về nông nghiệp hiện đại, kỹ thuật và bí quyết sản xuất cây ăn quả trái mùa). Công Ty TNHH Mua Sắm Cả Ngày (บริษัท ออลเดย์ ช็อปปิ้ง จำกัด). ISBN 9786165788137.
- Patcharee Samrongyen (พัชรี สำโรงเย็น) (2022). ทุเรียนยุคใหม่ & ระยะชิด พิมพ์ครั้งที่ 2 (Sầu riêng hiện nay & cận cảnh, ấn bản thứ 2). Nhà xuất bản Phet Naka (เพชรนาคา). ISBN 9786165785068.

### Sách tiếng Việt
- Lê Quốc Sử (2001). Chuyển dịch cơ cấu và xu hướng phát triển của kinh tế nông nghiệp Việt Nam theo hướng công nghiệp hóa - hiện đại hóa từ thế kỷ XX đến thế kỷ XXI trong thời đại kinh tế tri thức. Nhà xuất bản Thống kê. OCLC 50259332.